# Marcelo Saragosa
Marcelo Saragosa (ur. 22 stycznia 1982 w Campo Grande) – brazylijski piłkarz grający na pozycji skrzydłowego.

## Kariera piłkarska
Marcelo Saragosa urodził się w Campo Grande. Swoje pierwsze kroki w Major League Soccer stawiał w 2004 roku, kiedy trafił do Los Angeles Galaxy z São Paulo FC.  Pierwszy mecz w MSL rozegrał we wrześniu 2005 roku. Po debiucie zaczął regularnie rozgrywać mecze w podstawowej jedenastce Galaxy, co dało mu łączny bilans czterdziestu meczów i jednej bramki. Na sezon 2006/2007 Saragosa został graczem FC Dallas, dla którego rozegrał ponad 54 ligowe mecze. Grał też w CD Chivas USA, D.C. United i Tampa Bay Rowdies.

## Osiągnięcia
Los Angeles Galaxy
- 2005 Mistrzostwo Major League Soccer
- 2005 Puchar Stanów Zjednoczonych

FC Dallas
- 2006 Supertarcza Major League Soccer